# Yol, la permission
Pour les articles homonymes, voir Permission.
Pour plus de détails, voir Fiche technique et Distribution.
Yol, la permission (en turc : Yol signifiant « route », « chemin ») est un film dramatique turco-suisse réalisé en 2 langues, soit en turc et kurde par le cinéaste kurde de Turquie Yılmaz Güney et le réalisateur turc Şerif Gören.
Le film est sorti en 1982 et a remporté la Palme d'or à l'unanimité, ex æquo avec Missing de Costa-Gavras.
En tant que film de production suisse, il représente la Suisse aux Oscars 1982 du meilleur film en langue étrangère.

## Synopsis
Le film commence sur l'île-prison d'İmralı, en Turquie. Cinq détenus de droit commun bénéficient d’une permission d’une semaine. Chacun d'eux va suivre un chemin différent et difficile.
- Yusuf (Tuncay Akça), le plus jeune des permissionnaires, est arrêté lors d’une vérification d’identité, alors qu'il voyage en autocar. Il a égaré sa feuille de route et passe donc sa semaine de permission dans une cellule en rêvant devant la photo de sa fiancée à qui il voulait offrir un oiseau en cage.

- Mevlüt (Hikmet Celik) va voir sa fiancée mais ne parvient jamais à la rencontrer seule. Il s’agace de cette situation mais finit par s’en accommoder.

- Mehmet Salih, (Halil Ergün), un autre prisonnier, avait été arrêté après un hold-up lors duquel, pris de panique, il avait abandonné son beau-frère. Celui-ci était alors tombé sous les balles de la police. Quand, au cours de sa permission, il retourne à Diyarbakir, les membres de sa belle-famille lui font comprendre qu'ils le tiennent toujours pour responsable de la mort de son beau-frère. Ils intiment à son épouse, Emine (Meral Orhonsay), et à ses enfants de l’oublier. L’amour d’Emine est cependant plus fort que l’interdit familial et elle finit par s'enfuir avec lui. Caché dans les toilettes d’un train, le couple fait l’amour, mais il est surpris par des voyageurs. Les contrôleurs les enferment dans une cellule qui les protège de la foule des voyageurs scandalisés. Ils sont ensuite transférés dans un compartiment à l'écart. C'est alors que l'un des frères d’Emine, qui les a discrètement suivis, surgit et les tue tous les deux, sous les yeux de leurs enfants.

- Seyit Ali (Tarik Akan) rend visite à sa mère mourante qui lui apprend que son père a pris une seconde épouse et que sa femme, Zînê (Şerif Sezer), l’a trompé en se prostituant. Partagé entre son amour pour sa femme et le désir de venger son honneur et celui de sa famille, qui d'ailleurs exige la vengeance, Seyit Ali se rend dans les montagnes reculées où son épouse est séquestrée par sa famille depuis huit mois. Il décide de s’en remettre à l'ordalie : sa femme doit traverser à pied le col enneigé qui sépare son village de celui de son époux. D’abord déterminé, Seyit Ali change d’avis alors que son épouse commence à faiblir. Ses efforts pour la sauver sont vains et sa femme s’effondre et meurt dans la neige.

- Ömer (Necmettin Çobanoğlu) retourne dans son village, dans la province d'Urfa, proche de la frontière turco-syrienne. Il retrouve son village quadrillé par l’armée, qui mène continuellement des opérations contre les contrebandiers. Son frère, cerné par la gendarmerie au cours d'une de ces opérations, refuse de se rendre et est tué. Selon la tradition, Ömer doit épouser la femme de son frère. Quelques jours plus tard, tout le village est invité à identifier les dépouilles des victimes d'une nouvelle opération militaire. Il reconnaît le visage d'un autre parent. Il décide alors, malgré les risques, de passer lui aussi de l'autre côté de la frontière.

## Fiche technique
- Titre original : Yol
- Titre français : Yol, la permission
- Réalisation : Yılmaz Güney et Şerif Gören
- Scénario : Yılmaz Güney
- Musique : Zülfü Livaneli (dit Sebastian Argol)
- Photographie : Erdogan Engin
- Montage : Yılmaz Güney et Elizabeth Waelchli
- Production : Yılmaz Güney pour Güney Film (Turquie) ; Edi Hubschmid pour Cactus Film, Schweizer Fernsehen DRS (Suisse) ; Maran Film (Allemagne) ; Films A2 (France)
- Pays de production :  Turquie -  Suisse
- Format : Couleurs - 1,37:1 - mono - 35 mm
- Genre : Drame
- Durée : 109 minutes
- Date de sortie : France : 1er septembre 1982

## Distribution
- Tarık Akan · Seyit Alli
- Şerif Sezer · Zine
- Halil Ergün · Mehmet Salih
- Necmettin Çobanoğlu · Ömer
- Tuncay Akça · Yusuf
- Meral Orhonsay · Emine
- Semra Uçar · Gülbahar
- Hikmet Çelik · Mevlüt
- Sevda Aktolga · Meral
- Hale Akınlı · Seyran
- Turgut Savaş · Zafer
- Hikmet Taşdemir · Şevket
- Engin Çelik · Mirza
- Osman Bardakçı · Berber Elim
- Enver Güney · Cinde
- Erdoğan Seren · Abdullah

## Analyse
« Dans Yol, j'ai voulu montrer combien la Turquie était devenue une immense prison semi-ouverte. Tous les citoyens y sont détenus. »
— Yilmaz Güney

L’espace construit dans Yol est carcéral avec un cadre généralement très serré autour du personnage, excepté dans les plans suivant les chevaux et cavaliers kurdes. Cette atmosphère carcérale est aussi construite par les nombreux sur-cadrages : l’encadrement d’une fenêtre ou d’une porte réduit souvent la surface de l’écran, jusqu’à parfois masquer une partie du visage des personnages.    
Güney pratique une « esthétique de la distanciation » avec des séquences d’attentes, de longs silences qui ouvrent une place à la réflexion du spectateur.
Yol est également un film qui montre le patriarcat et les forces qui s’y opposent. Yilmaz Güney disait d’ailleurs en 1980 : « Au cinéma, j’ai toujours voulu donner une vision claire et nette du monde à travers des personnages écartelés. Ces hommes dominent les femmes mais ils portent en eux l’humiliation générale et sont, aussi, lâches et impuissants, prisonniers des coutumes auxquelles ils doivent se soumettre. Cela ne vient pas de la dictature militaire, mais de traditions, de chaînes invisibles, legs d’un long passé féodal et inséparables, d’ailleurs, des structures économiques […] Il n’y a pas en Turquie de séparation entre la lutte des classes et la lutte des sexes. »

## Production

### Écriture et tournage
Güney écrit le scénario de Yol depuis une cellule de prison. En effet en 1974, Güney est arrêté, accusé d’avoir tué un juge au cours d’une bagarre dans un bistro d’un village proche d’Adana. Il dirigeait alors le tournage du film Inquiétude. Cet épisode tragique lui vaut d’être condamné à 18 ans de prison. Dans un premier temps, Güney confie la réalisation de Yol à Erden Kiral mais n’est pas satisfait de son travail et décide finalement de travailler avec Serif Gören. Comme Güney est un détenu exemplaire, il obtient parfois des permissions de sortie pour les week-ends. Cela lui permet de rencontrer l’équipe du film et de maintenir un certain contrôle sur le tournage. Gören lui rend visite en prison pour discuter le scénario. Ces visites sont l’occasion pour Güney de donner des indications scéniques pour le tournage.

### Montage
En octobre 1981, Güney profite d’une courte permission pour quitter la Turquie. Donald F. Keutsch, producteur suisse, le fait voyager dans le coffre de sa voiture jusqu’à la frontière. Ils louent ensuite un yacht qu’ils abandonnent en Grèce. Grâce à l’intervention de Melina Mercouri, ministre de la Culture en Grèce, auprès du ministre de l’Intérieur français, Gaston Defferre, Güney gagne la France en avion et y trouve l’asile. En février 1982, quelques jours à peine après son arrivée, il commence le montage du film avec la monteuse suisse, Elisabeth Waelchli. Le film est monté à la hâte pour qu'il puisse concourir au festival de Cannes en mai 1982. Afin de convaincre la direction du Festival de le sélectionner, le film est projeté sans le son avec Güney qui interprète les voix masculines en direct.

## Première projection à Cannes
En mai 1982, l’attention médiatique autour de Güney est grande car il est recherché par la police turque et Interpol. Yol est projeté pour la première fois à l’occasion de la trente-cinquième édition du Festival de Cannes. Le public le salue avec 15 minutes de standing ovation. Le réalisateur remporte la palme d’or pour le film, ex-aequo avec Costa-Gavras pour son film Missing.
La sortie de Yol dans les salles française a lieu le 1er septembre 1982 et le film se classe 31e au box-office France 1982 avec 1 250 767 entrées.

## Diffusion en Turquie
Pendant 17 ans, le film est censuré en Turquie. En effet en 1982, les œuvres de Yilmaz Güney — livres, articles et films — sont interdites dans le pays, sous régime militaire depuis le coup d’État de 1980. Cette censure s’explique notamment du fait de la représentation de la culture et de la langue kurde dans ses œuvres.
Fatos Güney, veuve du réalisateur, a beaucoup lutté contre la censure et a créé une fondation, la Fondation Yilmaz-Güney, afin de réconcilier les Turcs avec le cinéaste, écrivain et acteur. La fondation œuvre pour parvenir à projeter Yol dans les salles turques car l’interdiction des œuvres de Yilmaz Güney est levée en 1992. « Il a été profondément blessé quand il a été déchu de sa nationalité et catalogué ennemi des Turcs. Nous voulons montrer le film pour que les jeunes comprennent qui il était et qu’il reste dans le cœur des gens. » explique Fatos Güney qui a investi plusieurs centaines milliers de dollars pour renouveler techniquement la bande originale. Il est projeté dans 27 salles de dix villes de l’Ouest du pays en février 1999.
Pour se prémunir contre la censure, la fondation a coupé le passage localisé au Kurdistan, une localisation indiquée par une insertion en grande lettre rouge du nom de la région. « Nous avons dû le sacrifier, sinon le film n’aurait pas été montré pendant encore dix-sept années. » indique la veuve du réalisateur.

## Controverses
Une nouvelle version du film, intitulée Yol - The Full Version, est présentée à Cannes Classics en 2017. Ce film offre une sixième histoire qui avait été coupée au montage et les sons nettoyés.
Cette nouvelle version a été produite par Donat F. Keutsch qui affirme détenir les droits d’auteur de Yol, une affirmation contestée par la famille de Güney. Keutsch justifie sa démarche en expliquant qu’« en 1982 pour le Festival du Film de Cannes, 25 minutes ont été supprimées. Après 35 ans, je me suis dit que ce film méritait d’être restauré. » Cette nouvelle version du film fait controverse notamment car l’insertion en lettres rouges du mot « Kurdistan » au début du film n’apparaît pas. Le producteur Suisse a donc été accusé de censure.

## Distinctions
- Récompenses
  - Festival de Cannes 1982[16]
    - Palme d'or
- Nominations
  - Festival de Cannes 1982[16] :
    - Grand Prix
    - Prix de la mise en scène
    - Prix du jury œcuménique
    - Prix de la jeunesse
    - Prix de la meilleure contribution artistique au Festival International du Film

  - Golden Globes 1983[17]
    - Meilleur film en langue étrangère

  - César 1983[18]
    - Meilleur film étranger